# Maryja Smalaczkowa
Maryja Smalaczkowa (ur. 10 lutego 1985 w Mińsku) – białoruska lekkoatletka, młociarka.

## Osiągnięcia
| Rok  | Impreza                               | Miejsce   | Lokata            | Wynik |
| ---- | ------------------------------------- | --------- | ----------------- | ----- |
| 2001 | Mistrzostwa świata juniorów młodszych | Debreczyn | 3. miejsce        | 59,16 |
| 2003 | Mistrzostwa Europy juniorów           | Tampere   | 2. miejsce        | 65,89 |
| 2004 | Mistrzostwa świata juniorów           | Grosseto  | 1. miejsce        | 66,81 |
| 2004 | Igrzyska olimpijskie                  | Ateny     | el. – 25. miejsce | 65,68 |
| 2006 | Mistrzostwa Europy                    | Göteborg  | 4. miejsce        | 71,87 |
| 2007 | Zimowy puchar Europy w rzutach        | Jałta     | 1. miejsce        | 69,34 |
| 2007 | Młodzieżowe mistrzostwa Europy        | Debreczyn | 1. miejsce        | 66,78 |
| 2008 | Igrzyska olimpijskie                  | Pekin     | el. – 13. miejsce | 69,22 |

## Rekordy życiowe
- rzut młotem – 74,65 (2008)